# Hörnli
Hörnli är ett berg i Schweiz.   Det ligger i distriktet Bezirk Hinwil och kantonen Zürich, i den nordöstra delen av landet, 120 km öster om huvudstaden Bern. Toppen på Hörnli är 1 133 meter över havet, eller 249 meter över den omgivande terrängen. Bredden vid basen är 4,0 km.
Terrängen runt Hörnli är huvudsakligen lite kuperad. Runt Hörnli är det ganska tätbefolkat, med 80 invånare per kvadratkilometer.. Närmaste större samhälle är Rapperswil, 18,5 km sydväst om Hörnli. 
I omgivningarna runt Hörnli växer i huvudsak blandskog.